# Rusticidad
La  rusticidad de las plantas es un término botánico utilizado para describir su habilidad para sobrevivir a condiciones adversas de crecimiento. Normalmente, se limita a debates sobre adversidades climáticas. Así, la capacidad para tolerar frío, calor, sequía, o viento, se considera típicamente medidas de rusticidad. En latitudes templadas, el término se usa más frecuentemente para describir la resistencia al frío, o rusticidad al frío, y generalmente se mide por las temperaturas más bajas que una planta puede soportar.
La rusticidad de una planta se divide en cuatro categorías: susceptible, sensible, medio resistente y rústica.
Las plantas varían mucho en su tolerancia a condiciones de crecimiento.  La selección o mejoramiento de variedades capaces de soportar formas climáticas particulares es una parte importante de la agronomía (agricultura, horticultura). Las plantas pueden rusticarse, adaptándose en alguna medida a los cambios del clima. Parte del trabajo en los invernáculos consiste en la rusticación de plantas, para prepararlas para condiciones posteriores de crecimiento en el campo.
La rusticidad vegetal se define por su extensión nativa geográfica: longitud, latitud y elevación. Esos atributos se suelen simplificar definiendo la zona de rusticidad.